# Melongena patula
La especie Melongena patula, conocida comúnmente como caracol burro, es una especie de molusco gasterópodo perteneciente a la familia Melongenidae1. Habita en zonas someras con sustrato arenoso2.

## Clasificación y descripción
Concha de color marrón con una banda de color amarillo pálido o blando en la parte media de la vuelta corporal. La abertura de la concha es grande y de color amarillo claro. Las espiras son pequeñas. Periostraco de color marrón grueso y fibroso2. Ejemplares de esta especie han sido recuperados durante excavaciones de sitios prehispánicos, como por ejemplo en Sinaloa y en Ecuador3,4.

## Distribución
La especie Melongena patula se encuentra distribuida desde el Golfo de California en México hasta Panamá2.

## Ambiente
Habita en zonas someras con sustrato arenoso, especialmente en zonas de mangle2.

## Estado de Conservación
Hasta el momento en México no se encuentra en ninguna categoría de protección, ni en la Lista Roja de la IUCN (International Union for Conservation of Nature).